# NGC 1474
NGC 1474 = IC 2002 ist eine Balken-Spiralgalaxie vom Hubble-Typ SBa im Sternbild Stier auf der Ekliptik. Sie ist schätzungsweise 233 Millionen Lichtjahre von der Milchstraße entfernt und hat einen Durchmesser von etwa 75.000 Lj.
Das Objekt wurde am 5. Oktober 1864 vom deutschen Astronomen Albert Marth (NGC 1474) und am 21. Dezember 1903 vom französischen Astronomen Stephane Javelle (IC 2002) entdeckt.